# Quitzow
Quitzow is een plaats in de Duitse gemeente Perleberg in de deelstaat Brandenburg. Quitzow telt 310 inwoners (2011).
Quitzow ligt aan de Bundesstraße 5, die in de jaren van de DDR de Transitverbinding vormde tussen Hamburg en West-Berlijn. In Quitzow lag het enige wegrestaurant op de route. Hier was tevens een Intershop gevestigd.

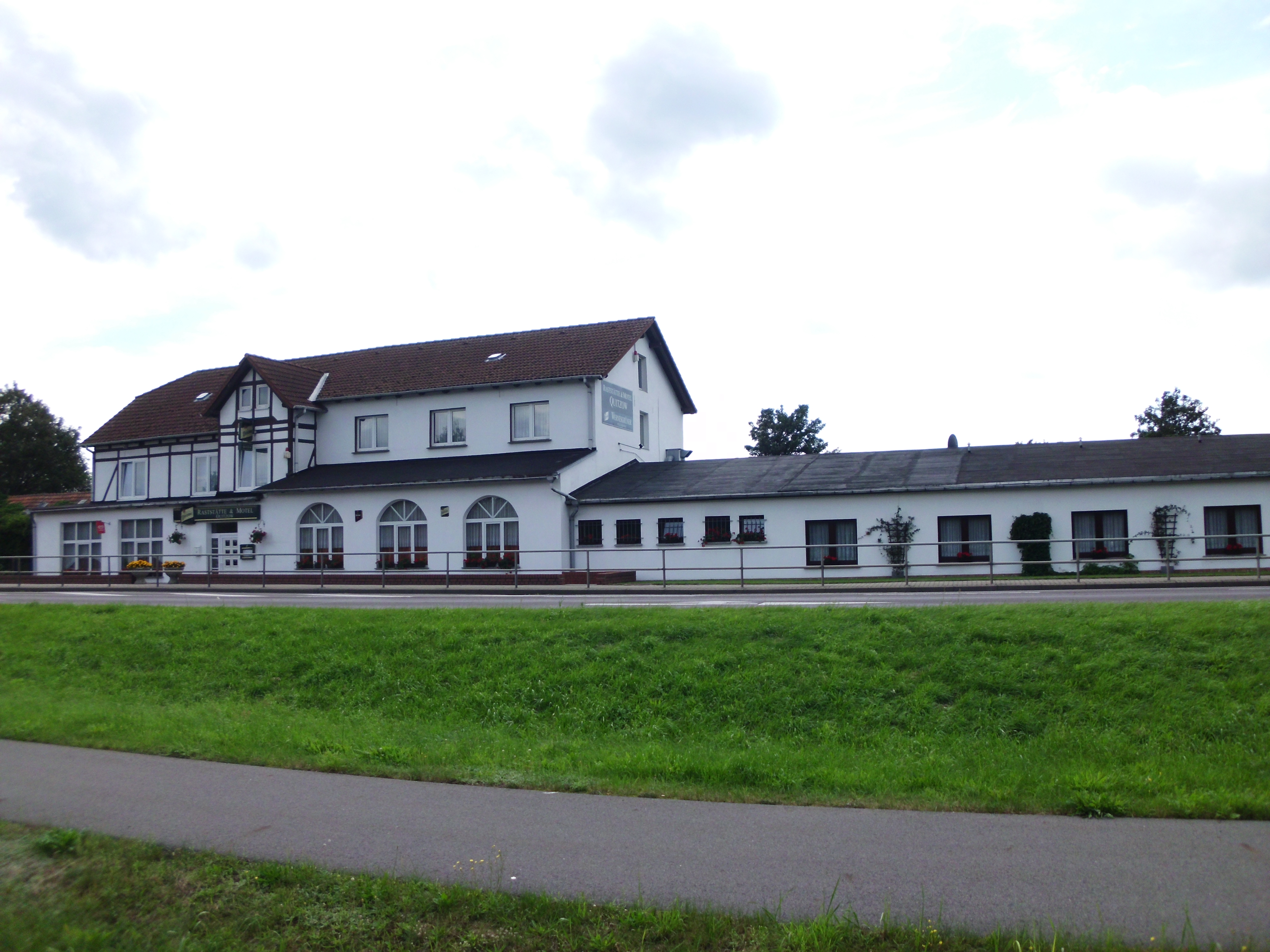
Het wegrestaurant in Quitzow

De Duitse bondskanselier Angela Merkel heeft een deel van haar kindertijd in Quitzow gewoond. Haar vader Horst Kasner was de dominee van het dorp.